# Hendrick Ekstein
Hendrick Ekstein (Bekkersdal, 1º gennaio 1991) è un calciatore sudafricano, centrocampista dell'AmaZulu.

## Carriera

### Club
Ha giocato nella massima serie sudafricana ed in quella azera.

### Nazionale
Nel 2015 ha esordito in nazionale.

## Statistiche

### Cronologia presenze e reti in nazionale
| Cronologia completa delle presenze e delle reti in nazionale ― Sudafrica | Cronologia completa delle presenze e delle reti in nazionale ― Sudafrica | Cronologia completa delle presenze e delle reti in nazionale ― Sudafrica | Cronologia completa delle presenze e delle reti in nazionale ― Sudafrica | Cronologia completa delle presenze e delle reti in nazionale ― Sudafrica | Cronologia completa delle presenze e delle reti in nazionale ― Sudafrica | Cronologia completa delle presenze e delle reti in nazionale ― Sudafrica | Cronologia completa delle presenze e delle reti in nazionale ― Sudafrica |
| Data                                                                     | Città                                                                    | In casa                                                                  | Risultato                                                                | Ospiti                                                                   | Competizione                                                             | Reti                                                                     | Note                                                                     |
| ------------------------------------------------------------------------ | ------------------------------------------------------------------------ | ------------------------------------------------------------------------ | ------------------------------------------------------------------------ | ------------------------------------------------------------------------ | ------------------------------------------------------------------------ | ------------------------------------------------------------------------ | ------------------------------------------------------------------------ |
| 27-5-2015                                                                | Rustenburg                                                               | Sudafrica                                                                | 0 – 0 dts (4 - 5 dtr)                                                    | Malawi                                                                   | COSAFA Cup 2015                                                          | -                                                                        | 60’                                                                      |
| 24-10-2015                                                               | Luanda                                                                   | Angola                                                                   | 1 – 2                                                                    | Sudafrica                                                                | Qual. Campionato delle Nazioni Africane 2016                             | -                                                                        | 66’                                                                      |
| Totale                                                                   |                                                                          | Presenze                                                                 | 2                                                                        |                                                                          | Reti                                                                     | 0                                                                        |                                                                          |

## Palmarès

### Club

#### Competizioni nazionali
- Campionato sudafricano: 1

Kaizer Chiefs: 2014-2015